# Artemia tunisiana
Espèce
Artemia tunisiana est une espèce de crustacés vivant dans les lacs salins de la Tunisie, d'où son nom.

## Référence
- Bowen & Sterling, 1978 : Esterase and malate dehydrogenase isozyme polymorphisms in 15 Artemia populations. Comparative Biochemistry and physiology 61B-4 p. 593–595.